# Sub-Sahara

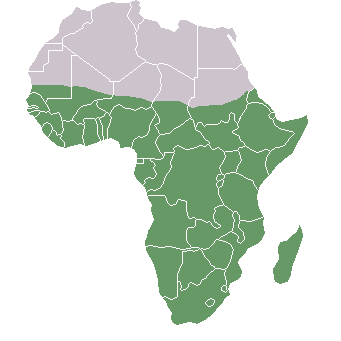
Afrika ten zuiden van de Sahara

Het Sub-Sahara, ook wel Afrika ten zuiden van de Sahara, Sub-Sahara-Afrika of Sub-Saharaans Afrika genoemd, is een benaming voor de Afrikaanse landen die ten zuiden van de Sahara liggen en die van oorsprong een zwarte bevolking hebben. Landen in de Hoorn van Afrika zoals Somalië, Djibouti samen met Soedan zijn geografisch deel van dit gebied, maar zijn cultureel, taalkundig en historisch deel van de Arabische wereld of een transitiezone tussen Sub-Saharaans Afrika en de Arabische wereld.

## Landen
De onderstaande landen behoren tot het Sub-Sahara, volgens de definitie van de VN-divisie voor statistiek. Die definitie komt neer op geheel Afrika met uitzondering van Noord-Afrika, waarvan alleen Soedan tot het Sub-Sahara wordt gerekend. Eilandstaten zijn in de onderstaande lijst niet meegenomen, met uitzondering van Madagaskar.
West-Afrika
- Benin
- Burkina Faso
- Gambia
- Ghana
- Guinee
- Guinee-Bissau
- Ivoorkust
- Liberia
- Mali
- Mauritanië
- Niger
- Nigeria
- Senegal
- Sierra Leone
- Togo

Zuidelijk Afrika
- Botswana
- Lesotho
- Namibië
- Swaziland
- Zuid-Afrika

Centraal-Afrika
- Angola
- Centraal-Afrikaanse Republiek
- Congo-Brazzaville
- Democratische Republiek Congo
- Equatoriaal-Guinea
- Gabon
- Kameroen
- Tsjaad

Oost-Afrika
- Burundi
- Djibouti
- Eritrea
- Ethiopië
- Kenia
- Madagaskar
- Malawi
- Mozambique
- Oeganda
- Rwanda
- Soedan
- Somalië
- Tanzania
- Zambia
- Zimbabwe
- Zuid-Soedan